# ایشاسگ
ایشاسِگ (به مجاری: Isaszeg) در پِشت در کشور مجارستان واقع شده‌است. جمعیت این شهر ۱۰،۹۷۹ نفر است.